# Psilochalcis longigena
Psilochalcis longigena är en stekelart som beskrevs av Jean-Jacques Kieffer 1905. Psilochalcis longigena ingår i släktet Psilochalcis och familjen bredlårsteklar. Inga underarter finns listade i Catalogue of Life.